# Kühnring
Kühnring ist eine Ortschaft und eine Katastralgemeinde der Gemeinde Burgschleinitz-Kühnring im Bezirk Horn in Niederösterreich. Die Ortschaft hat 325 Einwohner (Stand 1. Jänner 2024). Bis Ende 1966 war Kühnring eine eigenständige Gemeinde.

## Geschichte
Im Ort befand sich die Stammburg der Kuenringer, die in der ersten Hälfte des 12. Jahrhunderts vermutlich von Hadmar I. von Kuenring errichtet wurde. Für ihn ist der Name „Kuenring“ erstmals im Jahr 1132 überliefert.
Die Kuenringer, die bis ins 16. Jahrhundert bestanden, beherrschten den Ort bis in das 13./14. Jahrhundert, ehe die Burg 1461 von Johann von Götzesdorf gesprengt wurde, worüber aber kaum gesicherte Angaben vorliegen. Heute bezeugen  nur mehr vier gewaltige Mauerblöcke die Existenz der Burg, auf dem Areal befinden sich heute der Friedhof, die Kirche und der Karner.
Laut Adressbuch von Österreich waren im Jahr 1938 in der Ortsgemeinde Kühnring ein Bäcker, zwei Gastwirte, ein Gemischtwarenhändler, eine Milchgenossenschaft, ein Müller, ein Schmied, eine Schneiderin, zwei Schuster, ein Tischler, eine Viktualienhändlerin und mehrere Landwirte ansässig.
Mit 1. Jänner 1967 wurden im Zuge der Niederösterreichischen Kommunalstrukturverbesserung die bis dahin selbständigen Gemeinden Burgschleinitz, Amelsdorf, Buttendorf, Kühnring, Matzelsdorf, Sachsendorf, Sonndorf und Zogelsdorf zu Burgschleinitz-Kühnring fusioniert.

## Siedlungsentwicklung
Zum Jahreswechsel 1979/1980 befanden sich in der Katastralgemeinde Kühnring insgesamt 209 Bauflächen mit 60.254 m² und 181 Gärten auf 144.618 m², 1989/1990 gab es 208 Bauflächen. 1999/2000 war die Zahl der Bauflächen auf 307 angewachsen und 2009/2010 bestanden 330 Gebäude auf 703 Bauflächen.

## Bodennutzung
Die Katastralgemeinde ist landwirtschaftlich geprägt. 551 Hektar wurden zum Jahreswechsel 1979/1980 landwirtschaftlich genutzt und 219 Hektar waren forstwirtschaftlich geführte Waldflächen. 1999/2000 wurde auf 546 Hektar Landwirtschaft betrieben und 225 Hektar waren als forstwirtschaftlich genutzte Flächen ausgewiesen. Ende 2018 waren 521 Hektar als landwirtschaftliche Flächen genutzt und Forstwirtschaft wurde auf 227 Hektar betrieben. Die durchschnittliche Bodenklimazahl von Kühnring beträgt 46,8 (Stand 2010).

## Kultur und Sehenswürdigkeiten
- Katholische Pfarrkirche Kühnring Hll. Philipp und Jakob
- Romanischer Karner Kühnring

## Persönlichkeiten
- Adam Haresleben (1627–1683), Steinmetzmeister und Dombaumeister zu St. Stephan in Wien, in Kühnring geboren
- Thomas Haresleben (1673–1733), Steinmetzmeister, Bildhauer und Dombaumeister im Stephansdom, in Kühnring geboren
- Matthias Knox (1645–1688), Steinmetzmeister und Dombaumeister zu St. Stephan in Wien, in Kühnring geboren
- Matthias Winkler (um 1682–1753), Steinmetzmeister und Dombaumeister zu St. Stephan in Wien, in Kühnring geboren
- Johann Zach (1892–1978), Politiker, Landtagsabgeordneter und Nationalrat, in Kühnring geboren
- Rudolf Macho (1885–1948), Politiker und Landtagsabgeordneter, 1945–1948 Bürgermeister von Kühnring